# 尤里·孔福爾托拉
尤里·孔福爾托拉（義大利語：Yuri Confortola，1986年4月24日—），義大利短道速滑運動員，他曾代表義大利隊參加於中國舉行的2022年冬季奧林匹克運動會，並且在混合2000米接力比賽上獲得銀牌。